# Československá hokejová reprezentace v sezóně 1948/1949
Československá hokejová reprezentace v sezóně 1948/1949 sehrála celkem 23 zápasů.

## Přehled mezistátních zápasů
| Datum | Datum              | Soupeř         | Výsledek             | Soutěž                 | Místo utkání     |
| ----- | ------------------ | -------------- | -------------------- | ---------------------- | ---------------- |
| 179.  | 8. listopadu 1948  | Velká Británie | 5:3 (2:0, 2:1, 1:2)  | přátelsky              | Londýn           |
| 180.  | 26. listopadu 1948 | Švýcarsko      | 6:4 (3:2, 2:1, 1:1)  | přátelsky              | Curych           |
| 181.  | 28. listopadu 1948 | Švýcarsko      | 2:3 (1:1, 0:0, 1:2)  | přátelsky              | Basilej          |
| 182.  | 7. prosince 1948   | Švýcarsko      | 4:2 (2:2, 0:0, 2:0)  | přátelsky              | Praha            |
| 183.  | 9. prosince 1948   | Švýcarsko      | 9:1 (5:1, 1:0, 3:0)  | přátelsky              | Praha            |
| 184.  | 16. ledna 1949     | Rakousko       | 8:2 (1:1, 3:1, 4:0)  | přátelsky              | Vídeň            |
| 185.  | 17. ledna 1949     | Rakousko       | 17:2 (8:0, 6:1, 3:1) | přátelsky              | Vídeň            |
| 186.  | 21. ledna 1949     | USA            | 5:3 (3:0, 1:1, 1:2)  | přátelsky              | Praha            |
| 187.  | 27. ledna 1949     | USA            | 2:8 (0:2, 1:2, 1:4)  | přátelsky              | Ostrava          |
| 188.  | 13. února 1949     | Švédsko        | 2:4 (0:3, 2:1, 0:0)  | Mistrovství světa 1949 | Stockholm        |
| 189.  | 14. února 1949     | Finsko         | 19:2 (8:1, 3:1, 8:0) | Mistrovství světa 1949 | Stockholm        |
| 190.  | 15. února 1949     | Kanada         | 3:2 (0:0, 2:1, 1:1)  | Mistrovství světa 1949 | Stockholm        |
| 191.  | 16. února 1949     | Rakousko       | 7:1 (4:0, 2:0, 1:1)  | Mistrovství světa 1949 | Stockholm        |
| 192.  | 18. února 1949     | Švýcarsko      | 8:1 (4:0, 1:1, 3:0)  | Mistrovství světa 1949 | Stockholm        |
| 193.  | 19. února 1949     | USA            | 0:2 (0:0, 0:1, 0:1)  | Mistrovství světa 1949 | Stockholm        |
| 194.  | 20. února 1949     | Švédsko        | 3:0 (0:0, 2:0, 1:0)  | Mistrovství světa 1949 | Stockholm        |
| 195.  | 25. února 1949     | Kanada         | 3:2 (0:1, 1:0, 2:1)  | přátelsky              | Praha            |
| 196.  | 6. března 1949     | Rakousko       | 17:1 (4:0, 8:1, 5:0) | přátelsky              | Praha            |
| 197.  | 7. března 1949     | Rakousko       | 16:2 (3:0, 4:0, 9:2) | přátelsky              | České Budějovice |
| 198.  | 12. března 1949    | Švédsko        | 6:6 (0:2, 2:2, 4:2)  | přátelsky              | Praha            |
| 199.  | 13. března 1949    | Švédsko        | 3:2 (1:1, 1:1, 1:0)  | přátelsky              | Praha            |
| 200.  | 24. března 1949    | Polsko         | 8:2 (6:0, 1:1, 1:1)  | přátelsky              | Ostrava          |
| 201.  | 26. března 1949    | Polsko         | 7:2 (3:1, 3:1, 1:0)  | přátelsky              | Brno             |

## Bilance sezóny 1948/49
| Soupeř         | Zápasy | Výhry | Remízy | Prohry | Skóre  |
| -------------- | ------ | ----- | ------ | ------ | ------ |
| Finsko         | 1      | 1     | 0      | 0      | 19:2   |
| Kanada         | 2      | 2     | 0      | 0      | 6:4    |
| Polsko         | 2      | 2     | 0      | 0      | 15:4   |
| Rakousko       | 5      | 5     | 0      | 0      | 65:8   |
| Švédsko        | 4      | 2     | 1      | 1      | 14:12  |
| Švýcarsko      | 5      | 4     | 0      | 1      | 29:11  |
| USA            | 3      | 1     | 0      | 2      | 7:13   |
| Velká Británie | 1      | 1     | 0      | 0      | 5:3    |
| Celkem         | 23     | 18    | 1      | 4      | 160:57 |

## Další zápasy reprezentace
| Datum             | Soupeř            | Výsledek            | Soutěž    | Místo utkání |
| 6. listopadu 1948 | Racing Club Paříž | 4:3 (1:0, 3:2, 0:1) | přátelsky | Paříž        |
| 10. ledna 1949    | Harringay Racers  | 7:6 (0:2, 4:3, 3:1) | přátelsky | Praha        |
| 12. ledna 1949    | Harringay Racers  | 1:6 (0:3, 1:1, 0:2) | přátelsky | Bratislava   |

## Přátelské mezistátní zápasy
Československo –  Velká Británie 5:3 (2:0, 2:1, 1:2)
8. listopadu 1948 – Londýn

Branky Československa: 3. Vladimír Zábrodský, 13. Vladimír Zábrodský, 32. Augustin Bubník, 39. Václav Roziňák, 52. Vladimír Zábrodský.

Branky Velké Británie: 9. Duke Campbell, 46. Johnny Oxley, 47. Stangle
ČSR: Bohumil Modrý – Oldřich Zábrodský, Přemysl Hainý, Miroslav Sláma - Václav Roziňák, Vladimír Zábrodský, Augustin Bubník - Vladimír Kobranov.
- K utkání měli nastoupit také Karel Stibor, Ladislav Troják, Vilibald Šťovík, Miloslav Pokorný, Zdeněk Jarkovský, Zdeněk Švarc.

 Československo –  Švýcarsko 6:4 (3:2, 2:1, 1:1)
26. listopadu 1948 – Curych

Branky Československa: 5. Augustin Bubník, 15. Augustin Bubník, 3:2 17. Vladimír Zábrodský, 26. Vladimír Zábrodský, 33. Vladimír Kobranov, 46. Václav Roziňák.

Branky Švýcarska: 9. Reto Delnon, 2:2 17. Alfred Bieler, 36. Ulrich Poltera, 46. Otto Schübiger

Rozhodčí: Ernest Leacock (ENG)

Vyloučení: 1:1 (využití 0:0)
ČSR: Bohumil Modrý – Oldřich Zábrodský, Přemysl Hainý, Miroslav Sláma, Josef Trousílek – Vladimír Kobranov, Vladimír Zábrodský, Stanislav Konopásek – Václav Roziňák, Augustin Bubník, Čeněk Pícha - František Mizera. 
Švýcarsko: Hans Bänninger – Heinrich Boller, Emil Handschin, Alfred Lack, Werner Lohrer – Hans-Martin Trepp, Ulrich Poltera, Gebhard Poltera – Alfred Bieler, Heinrich Lohrer, Otto Schübiger – Ernst Härter, Othmar Delnon, Reto Delnon.
 Československo –  Švýcarsko 2:3 (1:1, 0:0, 1:2)
28. listopadu 1948 – Basilej

Branky Československa: 6. Vladimír Kobranov, 43. Vladimír Bouzek.

Branky a nahrávky Švýcarska: 17. Hans-Martin Trepp, 44. Alfred Bieler (Otto Schübiger), 57. Otto Schübiger.

Rozhodčí: Ernest Leacock (ENG)

Vyloučení: 6:3 (využití 0:0) navíc Vladimír Zábrodský na 10 minut.

Diváků: 14 520 
ČSR: Josef Jirka – Oldřich Zábrodský, Přemysl Hainý, Miroslav Sláma, Josef Trousílek – Vladimír Kobranov, Vladimír Zábrodský (Augustin Bubník), Stanislav Konopásek – Václav Roziňák, Vladimír Bouzek, Čeněk Pícha - František Mizera.
Švýcarsko: Reto Perl – Heinrich Boller, Emil Handschin, Othmar Delnon, Reto Delnon – Hans-Martin Trepp, Ulrich Poltera, Gebhard Poltera – Ernst Härter, Walter Dürst, Otto Schübiger – Werner Lohrer, Heinrich Lohrer, Alfred Bieler.
 Československo –  Švýcarsko 4:2 (2:2, 0:0, 2:0)
7. prosince 1948 – Praha

Branky Československa: 2:1 14. František Mizera, 19. Vladimír Zábrodský, 43. Václav Roziňák, 47. František Mizera.

Branky Švýcarska: 1. Gebhard Poltera, 2:0 14. Heinrich Boller.

Rozhodčí: Josef Hermann (TCH), Traufer (SUI)

Vyloučení: 0:1 Gebhard Poltera na 10 minut.

Diváků: 13 500
ČSR: Bohumil Modrý – Oldřich Zábrodský, Přemysl Hainý, Miroslav Sláma, Josef Trousílek – Václav Roziňák, Vladimír Zábrodský, Stanislav Konopásek – František Mizera, Augustin Bubník, Čeněk Pícha
Švýcarsko: Hans Bänninger – Emil Handschin, Heinrich Boller, Alfred Lack, Heinz Hinterkircher – Hans-Martin Trepp, Ulrich Poltera, Gebhard Poltera – Ernst Härter, Wilhelm Pfister, Otto Schübiger – Werner Lohrer.
 Československo –  Švýcarsko 9:1 (5:1, 1:0, 3:0)
9. prosince 1948 – Praha

Branky Československa: 2. Vladimír Zábrodský, 3. Vladimír Kobranov, 8. František Mizera, 17. Václav Roziňák, 18. Miroslav Sláma, 23. František Mizera, 43. Václav Roziňák, 46. František Mizera, 57. Augustin Bubník.

Branky Švýcarska: 15. Heinrich Boller.

Rozhodčí: Gosta Ahlin (SWE) – Traufer (SUI), Bareš (TCH)

Diváků: 13 500
ČSR: Josef Jirka – Oldřich Zábrodský, Přemysl Hainý, Miroslav Sláma, Josef Trousílek, Oldřich Němec – Václav Roziňák, Vladimír Zábrodský, Stanislav Konopásek – Vladimír Kobranov, František Mizera, Čeněk Pícha – Vintíř Němec-Losert, Augustin Bubník.
Švýcarsko: Reto Perl – Emil Handschin, Heinrich Boller, Alfred Lack, Werner Lohrer, Heinz Hinterkircher – Hans-Martin Trepp, Ulrich Poltera, Gebhard Poltera – Alfred Bieler, Wilhelm Pfister, Otto Schübiger – Ernst Härter.
 Československo –  Rakousko 8:2 (1:1, 3:1, 4:0)
16. ledna 1949 – Vídeň

Branky Československa: 12. Vladimír Kobranov, 22. Vladimír Zábrodský, 27. Vladimír Kobranov, 39. Augustin Bubník, 49. Josef Trousílek, 50. Stanislav Konopásek, 51. Vladimír Kobranov, 54. Stanislav Konopásek.

Branky Rakouska: 7. Hans Schneider, 18ts. Friedrich Demmer.

Rozhodčí: Tombei (AUT), Gustav Josek (TCH)

Vyloučení: 2:0 (využití 0:0)

Diváků: 11 000
ČSR: Bohumil Modrý – Josef Trousílek, Oldřich Němec, Přemysl Hainý, František Vacovský - Václav Roziňák, Vladimír Zábrodský, Stanislav Konopásek – Vladimír Kobranov, Vladimír Bouzek, Augustin Bubník (Zdeněk Bláha).
Rakousko: Alfred Huber - Friedrich Demmer, Willibald Stanek, Rudolf Vojta, Franz Potucek - Walter Feistritzer,  Wilhelm Schmid, Albert Böhm - Rudolf Wurmbrand, Fritz Walter, August Specht - Johann Schneider.
 Československo –  Rakousko 17:2 (8:0, 6:1, 3:1)
17. ledna 1949 – Vídeň

Branky Československa: 5x Vladimír Zábrodský, 3x Stanislav Konopásek, 4x Augustin Bubník, 3x Václav Roziňák, 2x Vladimír Bouzek.

Branky Rakouska: Albert Böhm, Rudolf Wurmbrand.

Rozhodčí: Guldner (AUT), Gustav Josek (TCH)

Vyloučení: 1:1

Diváků: 6 000
ČSR: Josef Jirka – Josef Trousílek, Oldřich Němec, František Vacovský, Zdeněk Bláha – Václav Roziňák, Vladimír Zábrodský, Stanislav Konopásek - Vladimír Kobranov, Vladimír Bouzek, Augustin Bubník.
Rakousko: Alfred Huber - Friedrich Demmer, Willibald Stanek, Rudolf Vojta, Franz Potucek - Walter Feistritzer, Wilhelm Schmid, Albert Böhm - Rudolf Wurmbrand, Fritz Walter, August Specht - Johann Schneider.
 Československo –  USA 5:3 (3:0, 1:1, 1:2)
21. ledna 1949 – Praha

Branky Československa: 2. Václav Roziňák, 17. Vladimír Zábrodský, 19. Stanislav Konopásek, 33. Augustin Bubník, 47. Václav Roziňák.

Branky USA: 22. Bruce Mather, 41. Gerard Kilmartin, 43. Bruce Mather.

Rozhodčí: Ladislav Tencza (TCH) - Vlček (TCH), Bareš (TCH)

Vyloučení: 0:2 (využití 2:0)

Diváků: 6 000
ČSR: Bohumil Modrý – Josef Trousílek, Oldřich Němec, František Vacovský, Jiří Macelis, Přemysl Hainý – Václav Roziňák, Vladimír Zábrodský, Stanislav Konopásek – Vladimír Kobranov, Vladimír Bouzek, Augustin Bubník – Miroslav Rejman, František Mizera, Čeněk Pícha
USA: Richard Bittner – Alfred Yurkewicz, Norman Walker, Alfred Van, William Thayer – Gerard Kilmartin, Bruce Mather, John Riley – Robert Johnson, John Kelley, Paul Johnson – Charlie Holt, Patrick Finnegan, Arthur Crouse – Dan Crowley.
 Československo –  USA 2:8 (0:2, 1:2, 1:4)
27. ledna 1949 – Ostrava

Branky Československa: Vladimír Kobranov, Vladimír Bouzek.

Branky USA: 4x Bruce Mather, Johnson, Gerarld Kilmartin, Dan Crowley, William Thayer.

Rozhodčí: Frais (TCH) - Metelka (TCH), Menšík (TCH)
ČSR: Josef Jirka – Přemysl Hainý, Oldřich Němec, František Vacovský, Jiří Macelis - Vladimír Kobranov, Vladimír Bouzek, Augustin Bubník – Miroslav Rejman, František Mizera, Čeněk Pícha - Slavomír Bartoň, Zdeněk Marek, Josef Štock.
USA: Richard Bittner – Alfred Yurkewicz, Norman Walker, William Thayer, Gerard Kilmartin - John Riley, Bruce Mather, Charlie Holt - Patrick Finnegan, Dan Crowley, Robert Johnson - Paul Johnson, John Kelley, Arthur Crouse.
 Československo –  Kanada (Sudbury Wolves) 3:2 (0:1, 1:0, 2:1)
25. února 1949 – Praha

Branky Československa: 18. Stanislav Konopásek, 45. Stanislav Konopásek, 54. Václav Roziňák.

Branky Kanady: 14. Ray Bauer, 42. Thomas Russell.

Rozhodčí: Jan Krásl (TCH), Dinti Moor (CAN)

Vyloučení: 1:3 (využití 1:1)

Diváků: 14 000
ČSR: Bohumil Modrý – Přemysl Hainý, Augustin Bubník (František Vacovský), Oldřich Němec, Jiří Macelis - Václav Roziňák, Vladimír Zábrodský, Stanislav Konopásek - Vladimír Kobranov (František Mizera), František Mizera (Augustin Bubník), Čeněk Pícha.
Kanada: Al Picard – Emile Gagne, Barney Hillson, Joe Tergeson, Herb Kewley – John Kovich, William Dimoch, Don Munroe – Bud Hashey, Donald Stanley, Thomas Russell (Ray Bauer).
 Československo –  Rakousko 17:1 (4:0, 8:1, 5:0)
6. března 1949 – Praha

Branky a nahrávky Československa: 3. Augustin Bubník, 7. Vladimír Zábrodský, 11. Vladimír Zábrodský, 20. Václav Roziňák (Stanislav Konopásek), 21. Stanislav Konopásek, 23. Vladimír Zábrodský (Stanislav Konopásek), 24. Augustin Bubník, 32. Vladimír Zábrodský (Václav Roziňák), 35. Jiří Hainý, 36. Václav Řezáč, 37. Augustin Bubník, 40. Vladimír Kobranov, 45. Vladimír Zábrodský, 47. Augustin Bubník, 50. Stanislav Konopásek, 52. Přemysl Hainý (Vladimír Zábrodský), 55. Stanislav Konopásek (Vladimír Zábrodský).

Branky a nahrávky Rakouska: 27. Rudolf Wurmbrandt.

Rozhodčí: Ulrich Lederer (AUT), Ferdinand Winkler (TCH)

Vyloučení: 0:0

Diváků: 8 000
ČSR: Bohumil Modrý – Přemysl Hainý, Vladimír Kobranov, Zdeněk Bláha, Václav Řezáč – Václav Roziňák, Vladimír Zábrodský, Stanislav Konopásek – Augustin Bubník, Jiří Hainý, Miroslav Rejman
Rakousko: Fredl Huber – Franz Potucek, Rudolf Vojta, Willibald Stanek, Kopecky – Albert Böhm, Friedrich Walter, Rudolf Wurmbrandt – Friedrich Penitz, Hans Schneider, Julius Juhn.
 Československo –  Rakousko 16:2 (3:0, 4:0, 9:2)
7. března 1949 – České Budějovice

Branky Československa: 3. Čeněk Pícha, 5. Přemysl Hainý, 17. Čeněk Pícha,  33. Stanislav Konopásek, 35. Stanislav Konopásek, Přemysl Hainý, 36. Přemysl Hainý, 38. František Vacovský, 45. Václav Roziňák, 47. Vladimír Zábrodský, 53. Vladimír Zábrodský, 55. Vladimír Kobranov, 57. Vladimír Zábrodský, 58. František Mizera, 59. Zdeněk Bláha, 60. Vladimír Zábrodský.

Branky Rakouska: 52. Rudolf Wurmbrandt, 59. Friedrich Walter.

Rozhodčí: Ulrich Lederer (AUT), Ferdinand Winkler (TCH)
ČSR: Bohumil Modrý – Přemysl Hainý, Václav Řezáč, František Vacovský, Jiří Macelis, Zdeněk Bláha – Václav Roziňák, Vladimír Zábrodský, Stanislav Konopásek – Vladimír Kobranov, František Mizera, Čeněk Pícha – Augustin Bubník.
Rakousko: Fredl Huber – Franz Potucek, Willibald Stanek, Kopecky – Rudolf Wurmbrandt, Friedrich Walter, Albert Böhm – Friedrich Penitz, Hans Schneider, Julius Juhn.
 Československo –  Švédsko 6:6 (0:2, 2:2, 4:2)
12. března 1949 – Praha

Branky Československa: 27., 29. a 42. Vladimír Zábrodský, 45. František Mizera, 46. Stanislav Konopásek, 57. Vladimír Kobranov.

Branky Švédska: 19. Stig Carlsson, 20. Åke Andersson, 25. Lars Pettersson, 36. Åke Engqvist, 43. a 56. Åke Andersson.

Rozhodčí: Wladislaw Mihalik (POL), Kurt Hauser (SUI)

Vyloučení: 0:1 (využití 0:0)

Diváků: 14 000
ČSR: Bohumil Modrý – Josef Trousílek, Václav Řezáč, Jiří Macelis, Zdeněk Bláha – Václav Roziňák, Vladimír Zábrodský, Stanislav Konopásek – Vladimír Kobranov, František Mizera, Čeněk Pícha – Augustin Bubník
Švédsko: Arne Johansson – Rune Johansson, Sven Thunman, Åke Lassa] – Georg Kraemer, Stig Carlsson, Erik Johansson – Åke Engqvist, Stig Jönsson, Åke Andersson – Hans Öberg.
 Československo –  Švédsko 3:2 (1:1, 1:1, 1:0)
13. března 1949 – Praha

Branky Československa: 11. Vladimír Zábrodský, 29. Václav Roziňák, 51. Vladimír Zábrodský.

Branky Švédska: 15. Åke Engqvist, 28. Erik Johansson.

Rozhodčí: Kurt Hauser (SUI), Wladislaw Mihalik (POL)

Diváků: 14 000
ČSR: Zlatomír Červený – Přemysl Hainý, Oldřich Němec, František Vacovský, Jiří Macelis – Václav Roziňák, Vladimír Zábrodský, Stanislav Konopásek – Vladimír Kobranov, František Mizera, Čeněk Pícha - Augustin Bubník.
Švédsko: Arne Johansson – Rune Johansson, Åke Lassas, Sven Thunman – Georg Kraemer, Stig Carlsson, Erik Johansson – Åke Engqvist, Stig Jönsson, Lars Pettersson – Bengt Larsson, Åke Andersson, Hans Öberg.
 Československo –  Polsko 8:2 (6:0, 1:1, 1:1)
24. března 1949 – Ostrava

Branky Československa: 3x Vladimír Zábrodský, 2x Oldřich Němec, Václav Roziňák, Miloslav Blažek, Vladimír Kobranov.

Branky Polska: Henryk Bromowicz, Tadeusz Dolewski.

Rozhodčí: Metelka (TCH), Wladislaw Michalík (POL)

Diváků: 16 000
ČSR: Josef Jirka – Josef Trousílek, Přemysl Hainý, Oldřich Němec, Eduard Remiáš – Václav Roziňák, Vladimír Zábrodský, Stanislav Konopásek – Vladimír Kobranov, Miloslav Blažek, Vlastimil Bubník – Ladislav Staněk, Milan Vašat
Polsko: Jan Maciejko – Maksymilian Więcek, Henryk Bromowicz, Hilary Skarżyński, Edmund Zieliński – Tadeusz Świcarz, Alfred Gansiniec, Mieczysław Burda – Bronislaw Huta (Ernest Ziaja), Tadeusz Dolewski, Eugeniusz Lewacki.
 Československo –  Polsko 7:2 (3:1, 3:1, 1:0)
26. března 1949 – Brno

Branky Československa: 5. Stanislav Konopásek, 10. Stanislav Konopásek, 12. Vlastimil Bubník, 27. Vladimír Zábrodský, 30. Stanislav Konopásek, 32. Václav Roziňák, 55. Jiří Pilnáček.

Branky Polska: 1. Tadeusz Świcarz, 31. Hilary Skarżyński.

Rozhodčí: Grégr (TCH), Wladislaw Michalík (POL)

Diváků: 7 500
ČSR: Jan Richter – Josef Trousílek, Přemysl Hainý, Vladimír Kobranov – Václav Roziňák, Vladimír Zábrodský, Stanislav Konopásek – Jan Vala, Jiří Pilnáček, Augustin Bubník – Jiří Vejmola, Mojmír Tesařík
Polsko: Jan Maciejko – Edmund Zieliński, Hilary Skarżyński, Henryk Bromowicz, Maksymilian Więcek – Eugeniusz Lewacki, Stefan Csorich, Tadeusz Świcarz – Alfred Gansiniec, Mieczysław Palus, Ernest Ziaja – Tadeusz Dolewski.

## Další zápasy reprezentace
Československo –  Racing Club Paříž 4:3 (1:0, 3:2, 0:1)
6. listopadu 1948 – Paříž

Branky Československa: 1:0 19. Vladimír Zábrodský, 2:0 26. Vilibald Šťovík, 3:0 27. Vladimír Kobranov, 4:2 38. Vladimír Zábrodský, 

Branky RC Paříž: 3:1 Gibson, 3:2 Drawin, 4:3 Drawin.
ČSR: Bohumil Modrý – Oldřich Zábrodský, Miroslav Sláma, Vilibald Šťovík, Miloslav Pokorný - Ladislav Troják, Vladimír Zábrodský, Vlastimil Bubník – Václav Roziňák, Karel Stibor, Vladimír Kobranov - Přemysl Hainý.
RC Paříž: Zamick - Beauchamp, Gus Galipeau, Besson, Barret, Drawin, Couture, Genest, Semenick, Zamick, Lovesin, Gibson.
 Československo –  Harringay Racers 7:6 (0:2, 4:3, 3:1) 
10. ledna 1949 – Praha

Branky Československa: 1:3 26. Václav Roziňák, 2:5 31. Vladimír Kobranov, 3:5 34. Vladimír Zábrodský, 4:5 40. Vladimír Zábrodský, 5:6 Čeněk Pícha, 6:6 Stanislav Konopásek, 7:6 Vladimír Zábrodský.

Branky Harringay Racers: 0:1 1. Linton, 0:2 17. Erwin Duncan, 0:3 25. George Steele, 1:4 Edwin Duncan, 1:5 Ricky Ricard, 4:6 51. Pat Coburn.

Rozhodčí: Gustav Josek (TCH) - Banseth, Chod (TCH)
ČSR: Bohumil Modrý – Bubník, Oldřich Němec, Přemysl Hainý, František Vacovský - Václav Roziňák, Vladimír Zábrodský, Stanislav Konopásek - Vladimír Kobranov, František Mizera, Čeněk Pícha - Zdeněk Bláha, Miroslav Rejman, Jiří Macelis.
Harringay Racers: Lorne Lussier - Keith Campbell, Danny Linton, Pat Coburn - George Steele, Pete Payette, Ricky Ricard - Bill Glennie, Joe Shack, Edwin Duncan - Ron Lay, Erwin Duncan.
 Československo –  Harringay Racers 1:6 (0:3, 1:1, 0:2)
12. ledna 1949 – Bratislava

Branky Československa: 1:4 37. Václav Roziňák.

Branky Harringay Racers: 0:1 2. Keith Campbell, 0:2 4. George Steele, 0:3 12. Ron Lay, 0:4 35. Keith Campbell, 1:5 Ricky Ricard, 1:6 57. Ricky Ricard.

Rozhodčí: Vojtěch Okoličány (TCH) - Suchý (TCH), Michal Polóni (TCH) 
ČSR: Josef Jirka - Přemysl Hainý, František Vacovský, Zdeněk Bláha (Antonín Španinger), Oldřich Němec - Václav Roziňák, Vladimír Zábrodský, Stanislav Konopásek - Jindřich Reitmayer, Miroslav Rejman, Bubník - Vladimír Bouzek, Vladimír Kobranov.
Harringay Racers: Lorne Lussier - Keith Campbell, Danny Linton, Pat Coburn - George Steele, Pete Payette, Ricky Ricard - Bill Glennie, Joe Shack, Edwin Duncan - Ron Lay, Erwin Duncan.